# SERCOS III

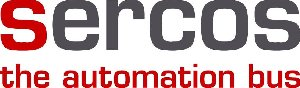
Logo du SERCOS III

SERCOS III est une technique de communication basée sur les normes IEEE 802.3 (Ethernet) et fonctionnant à 100 MBit/s.
C'est un bus de terrain utilisé dans les systèmes industriels automatisés. Les données sont transférées de façon déterministe et sans collisions au moyen d'une méthode de multiplexage temporel.